# Ilka Agricola
Ilka Agricola (Haia, 8 de agosto de 1973) é uma matemática alemã, que trabalha com geometria diferencial e suas aplicações em física matemática. É decana de matemática e ciência da computação na Universidade de Marburgo, onde é também responsável por divulgar a coleção de modelos matemáticos da universidade.

## Formação e carreira
Ilka Agricola estudou física na Universidade Técnica de Munique e na Universidade de Munique de 1991 a 1996. Após uma permanência como convidada na Universidade Rutgers em Nova Jérsei (Estados Unidos) até o final de 1997, foi para a Universidade Humboldt de Berlim, onde obteve em 2000 um doutorado em matemática, orientada por Thomas Friedrich, com a tese Die Frobenius-Zerlegung auf einer algebraischen G-Mannigfaltigkeit.
De 2003 a 2008 foi coordenadora de um dos grupos de pesquisa patrocinados pela Fundação Volkswagen na Universidade Humboldt de Berlim na área de geometrias especiais em física matemática. De 2004 a 2008 foi gerente de projetos no programa prioritário para teoria das cordas na Deutsche Forschungsgemeinschaft (DFG). Ilka Agricola obteve a habilitação em 2004 na Universidade de Greifswald. Em 2008 foi apontada como professor plena na Universidade de Marburgo. De novembro de 2014 a outubro de 2018 foi decana no Departamento de Matemática e Ciência da Computação. É presidente da Associação dos Matemáticos da Alemanha 2021–2022.
Ilka Agricola editora-chefe (Editor in Chief) de dois periódicos científicos em matemática publicados pela Springer Science+Business Media, Annals of Global Analysis and Geometry (desde 2015) e Mathematische Semesterberichte (desde 2021). É editora do periódico Communications in Mathematics publicado pela Walter de Gruyter.

## Awards and honors
Em 2003 Ilka Agricola recebeu a Medalha de Honra da Universidade Carolina em Praga. Recebeu o Ars legendi-Preis für exzellente Hochschullehre de 2016 da Stifterverband für die Deutsche Wissenschaft e Hochschulrektorenkonferenz por excelência no ensino da matemática.

## Publicações selecionadas

### Livros
- Agricola, Ilka; Friedrich, Thomas (2002), Global analysis: Differential forms in analysis, geometry and physics, ISBN 0-8218-2951-3, Graduate Studies in Mathematics, 52, Providence, RI: American Mathematical Society, doi:10.1090/gsm/052. Translated from the 2001 German original by Andreas Nestke.[8]
- Agricola, Ilka; Friedrich, Thomas (2008), Elementary geometry, ISBN 978-0-8218-4347-5, Student Mathematical Library, 43, Providence, RI: American Mathematical Society, doi:10.1090/stml/043. Translated from the 2005 German original by Philip G. Spain.[9]

### Artigos
- Agricola, Ilka (2003), «Connections on naturally reductive spaces, their Dirac operator and homogeneous models in string theory», Communications in Mathematical Physics, 232 (3): 535–563, Bibcode:2003CMaPh.232..535A, MR 1952476, arXiv:math/0202094, doi:10.1007/s00220-002-0743-y.
- Agricola, Ilka; Goodman, Roe (2003), «The algebra of K-invariant vector fields on a symmetric space G/K», Michigan Mathematical Journal, 51 (3): 607–630, MR 2021011, arXiv:math/0207161, doi:10.1307/mmj/1070919563.
- Agricola, Ilka; Friedrich, Thomas (2004), «On the holonomy of connections with skew-symmetric torsion», Mathematische Annalen, 328 (4): 711–748, MR 2047649, arXiv:math/0305069, doi:10.1007/s00208-003-0507-9.
- Agricola, Ilka (2008), «Old and new on the exceptional group G2» (PDF), Notices of the American Mathematical Society, 55 (8): 922–929, MR 2441524.